# ゼレノドリスク
座標: 北緯55度51分 東経48度31分 / 北緯55.850度 東経48.517度

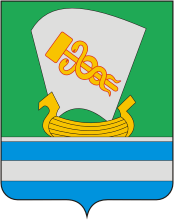
ゼレノドリスクの紋章

ゼレノドリスク（ゼレノドーリスク、ゼレノドルスク、ロシア語: Зеленодо́льск、ラテン文字表記の例: Zelenodolsk）、またはヤシェル・ウザン（タタール語: Яшел Үзән, Yäşel Üzän）、パラト（マリ語/チェレミス語: Парат, Parat）はロシアのタタールスタン共和国北西端にある都市。人口は9万9137人（2021年）
共和国の首都カザンからは西へ38km。ヴォルガ川がタタールスタンに入ってすぐの北岸に建つ。すぐ西にはヴォルガ北岸のマリ・エル共和国とタタールスタン共和国の境界、およびヴォルガ南岸のチュヴァシ共和国とタタールスタン共和国の境界が走り、三共和国の交点に位置する。ヴォルガの水運の拠点として、また道路網の要地として、タタールスタンの交通の要衝である。

## 歴史

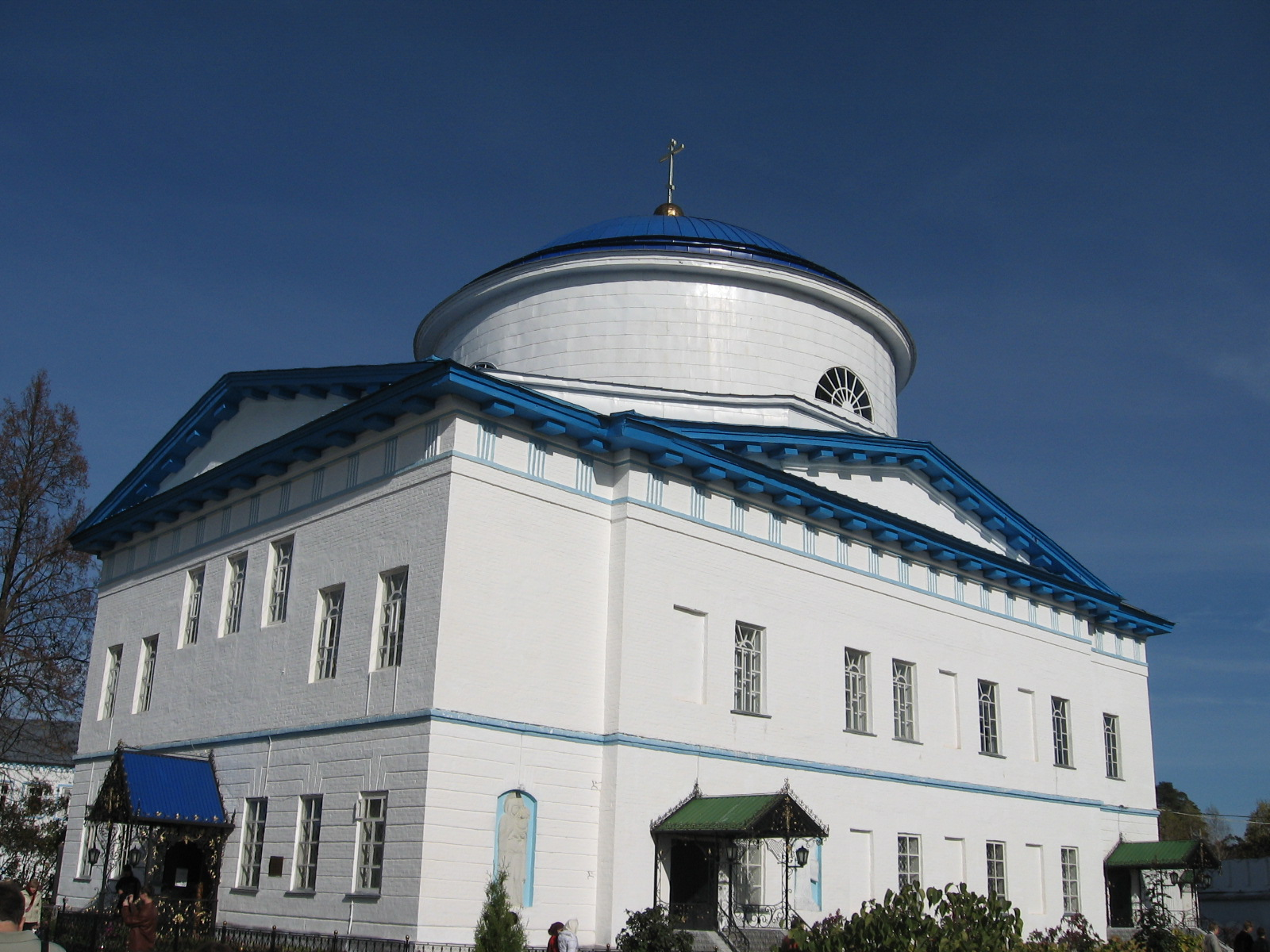
ライフスキー・ボゴロジツキー修道院の、グルジアの生神女イコン聖堂

ゼレノドリスクは、チェレミス人（マリ人）の村落パラトとして創建された。1865年、この村はカバチシチー（Кабачищи）の名で記録に現れている。1895年にはヴォルガ川沿いに大きな造船所が作られ、よく知られるようになった。1897年以降、パラツキー・ザトン（Паратский затон）、またはパラツク（Паратск）と呼ばれるようになった。1928年にはゼレヌイ・ドル（Зелёный Дол）と改名されている。1932年に市となり、現在の地名になった。

## 文化
市街地から21km離れた所には、生神女修道院が建っている。またヴォルガ川の中の中州スヴィヤジツクにはスヴィヤジスク修道院があり、ロシア建築の貴重な作例となっている。
市街地には複数の文化宮殿や劇場などの文化施設があり、青少年向けの文化活動も盛ん。またスポーツ学校、音楽学校、芸術学校などもある。歴史・民族学博物館や造船博物館などの施設もゼレノドリスクにはある。
市内にはカザン大学の分校のほか、技術大学、看護大学、造船大学などの専門系大学もある。

## 産業・交通
機械工場、および造船所が主な雇用主となっている。
周囲の森林が町の経済を支えており、かつては造船もこの木材を使って行われた。主な産業は製材、家具製造、衣料品などとなっている。ゼレノドリスク周辺は農業地帯となっているほか、都市から離れた療養施設も多い。
ニジニ・ノヴゴロドやチェボクサルからヴォルガ南岸を走ってきたM7幹線道路が、ここでヴォルガ川を渡りゼレノドリスクに入り、カザン方面へ向かう。